# Karl Regling
Karl Regling (* 9. Oktober 1907 in Lübeck; † 25. März 2003) war ein deutscher Politiker (SPD).

## Leben und Beruf
Regling absolvierte eine Lehre zum Tischler und war seit 1932 als selbständiger Tischlermeister in Lübeck tätig. Er wurde 1945 Obermeister der Tischlerinnung Lübeck und 1951 auch zum Kreishandwerksmeister gewählt. Seit 1952 war er außerdem Landesinnungsmeister in Schleswig-Holstein.
Karl Regling war verheiratet. Er ist der Vater von Klaus Regling.

## Partei
Regling trat 1924 in die SPD ein und war später bis 1965 Vorsitzender der Arbeitsgemeinschaft selbständig Schaffender in der SPD.

## Abgeordneter
Regling gehörte von 1949 bis 1955 der Bürgerschaft seiner Heimatstadt Lübeck an.
Von 1953 bis 1969 war er Mitglied des Deutschen Bundestages.
Karl Regling ist stets über die Landesliste Schleswig-Holstein in den Bundestag eingezogen.